# День независимости Северного Кавказа

Флаг Горской республики

День независимости Северного Кавказа — день объявления независимости Горской республики 11 мая 1918 года на Батумской конференции. Ныне активно празднуется северокавказской диаспорой в Турции.

## Объявление независимости
По итогам Кавказской войны XIX века Северный Кавказ оказался включён в состав Российской империи, однако уже в следующем столетии в 1917 году после февральской революции империя распалась. Северокавказская интеллигенция объединилась и учредила Союз горцев Северного Кавказа.

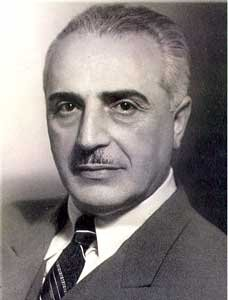
Гайдар Баммат

В марте 1918 года прошла Батумская мирная конференция. К началу конференции делегатами от Горской республики были Гайдар Баммат и Зубаир Темирханов.

Баммат выступил с заявлением:
«Союз Объединённых горцев Северного Кавказа и Дагестана декларировал свою независимость, нотифицировал её в Константинополе перед Блистательной Портой и сообщил об этом союзным Турции державам. Осведомив об изложенном Конференцию, я имею честь ходатайствовать перед высоким собранием о допущении делегации Союза горцев к участию в его работах».
Турция, представитель Германии Отто фон Лоссов и руководство Закавказской федерации (Грузия, Азербайджан, Армения) приняли решение о допуске делегации Горской республики на конференцию как равноправного члена, тем самым признав их независимость. Северокавказцами были подписаны мирные договоры с Германской и Османской империями, а также с Азербайджаном. С Грузией был подписан договор иного характера из-за нерешённого вопроса касательно Абхазии.

В этот же день Горской республикой была принята резолюция:
«Народы Кавказа закономерно избрали национальное собрание, которое, собравшись в мае и сентябре 1917 года, заявило об образовании Союза горцев Кавказа и вручило исполнительную власть настоящему правительству. В виду царящей в России анархии и пользуясь признанным самим петроградским правительством правом за всеми народами бывшей империи царей свободно создавать свою политическую будущность, правительство Союза горцев Кавказа приняло следующую резолюцию:
1. Союз горцев Кавказа решает отделиться от России и образовать независимое государство.
2. Территория нового государства будет иметь своими границами на севере те же самые географические границы, какие имели области и провинции Дагестана, Терека, Ставрополя и Чёрного моря в б. русской империи, с запада — Чёрное море, с востока — Каспийское море, на юге — границу, подробности которой будут определены по соглашению с Закавказским правительством.
3. Полномочным делегатам, подписавшимся здесь, поручено довести до сведения всех правительств это решение и прокламировать этим заявлением образование независимого государства Союза горцев Кавказа, а посему нижеподписавшиеся заявляют, что от сегодняшнего дня независимое государство Кавказского Союза рассматривает себя закономерно установленным.

11 мaя 1918 за подписями: Абдул-Меджид Чермоев, Гайдар Баммат»

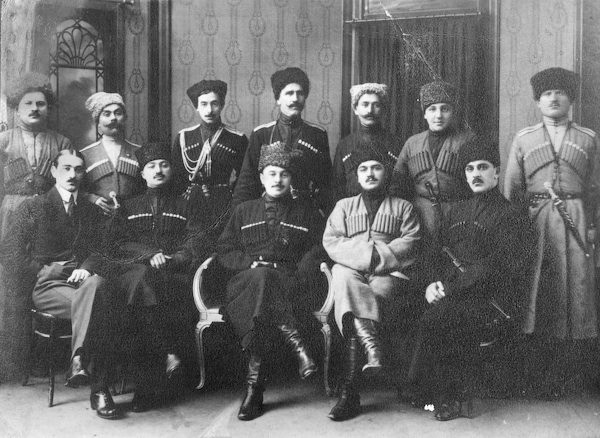
Правительство Горской республики

27 ноября 1918 года английский генерал В. М. Томсон заявил о решении бакинского командования признать Горскую республику своим союзником в качестве единственной законной власти. Таким образом республика получила признание также и от Англии, однако это носило временный характер.
В течение 1918 года независимость была признана также Австро-Венгрией, Болгарией, Украиной, а в следующем году — Кубанью.

## Празднование
11 мая 1919 года было созвано торжественное собрание в честь годовщины Дня независимости в Темир-Хан-Шуре.
В конце мая Горская республика пала под напором деникинский войск. После оккупации Северного Кавказа Красной армией и установления советской власти горские эмигранты в Европе продолжали отмечать праздник.
11 мая 1927 года в честь девятилетия праздника Народная партия горцев Кавказа устроила торжественное заседание.
Северокавказские диаспоры ежегодно отмечают праздник вплоть до наших дней.
В мае 1976 года губернатор штата Нью Джерси Брендан Бёрн опубликовал прокламацию об объявлении месяца Северо-Кавказской независимости. Прокламация была приурочена к 200-й годовщине независимости Соединённых Штатов Америки и к годовщине провозглашения независимости Северного Кавказа.
9 мая 1984 года Конгрессом США было принято «Приветственное обращение к народам Северного Кавказа в связи с 66-й годовщиной декларации их независимости». Конгрессмен Роберт Рой выступил по случаю годовщины объявления независимости Горской республики 11 мая 1918 года.
В 2000 году в Абхазии была выпущена серия почтовых марок, посвящённых 80-летию праздника.
12 мая 2018 года в Турции состоялся Международный симпозиум, посвящённый 100-летию Горской республики, организованный «Федерацией черкесских ассоциаций», «Кавказским фондом», «Объединённой Кавказской ассоциацией», «Осетинской культурной ассоциацией», группой «Апсувара-Киараз» и «Кавказской ассоциацией помощи и солидарности чеченским иммигрантам» в культурном центре Фатих Али Эмири. На симпозиум девять учёных из Европы и с Кавказа представили свои разные, но дополняющие друг друга доклады.
Научная конференция в честь столетия прошла также и в Махачкале.